# Elie Naasan
Elie (Elias) Naasan (* 1. Juni 1931 in İskenderun, Türkei; † 4. April 2015) war ein libanesischer Ringer. Er gewann bei der Weltmeisterschaft 1953 eine Bronzemedaille im griechisch-römischen Stil im Federgewicht.

## Werdegang
Elie Naasan wurde zwar in der Türkei geboren, wuchs aber in Beirut auf und begann dort als Jugendlicher mit dem Ringen. Er gehörte in den 1950er Jahren einer starken libanesischen Ringermannschaft an, die bei Olympischen Spielen und Weltmeisterschaften durch ihre Erfolge für einiges Aufsehen sorgte.
Seinen ersten Start bei einer internationalen Meisterschaft absolvierte er bei den Mittelmeer-Spielen 1951 in Alexandria. Dort musste er im Federgewicht aber im freien Stil starten, weil im griechisch-römischen Stil von der libanesischen Mannschaft Safi Taha aufgeboten wurde. In dieser ihm eigentliche fremden Stilart belegte er hinter Bayram Şit aus der Türkei und dem Ägypter Essawy den 3. Platz. Bei allen weiteren Wettkämpfen startete Elie Naasan nur mehr im griechisch-römischen Stil.
Bei den Olympischen Spielen 1952 in Helsinki wurde er nicht eingesetzt. Er war aber bei der Weltmeisterschaft 1953 in Neapel am Start und überraschte alle Ringerexperten. Er besiegte dort im Federgewicht im griechisch-römischen Stil Petter Nordlund aus Finnland, Guido Copat aus der Schweiz und die beiden Medaillengewinner von den Olympischen Spielen 1952 Imre Polyák aus Ungarn und Jakob Punkin aus der Sowjetunion. Im Kampf um die Medaillen unterlag er gegen Umberto Trippa aus Italien und gegen Olle Anderberg aus Schweden, gewann aber eine Bronzemedaille.
1955 belegte Elie Naasan bei den Mittelmeer-Spielen in Barcelona hinter Rıza Doğan aus der Türkei und Umberto Trippa wiederum den 3. Platz. Libanon nahm an den Weltmeisterschaften 1955 in Karlsruhe, den Olympischen Spielen 1956 in Melbourne und den Weltmeisterschaften 1958 in Budapest nicht teil, so dass er dort nicht an den Start gehen konnte.
1959 gelang ihm aber noch einmal ein Erfolg. Er siegte bei den Mittelmeer-Spielen in Beirut im Federgewicht vor Moustapha aus Ägypten und Niyazi aus der Türkei. Im Jahre 1960 konnte er dann doch noch seinen Traum verwirklichen und bei Olympischen Spielen teilnehmen. In Rom startete er im Federgewicht, hatte aber mit 29 Jahren nicht mehr die Form früherer Jahre. Immerhin kam er in Rom zu einem Punktsieg über Joseph Schmid aus der Schweiz und zu einem Unentschieden gegen Vojtech Toth aus der CSSR. Gegen Mihai Sult aus Rumänien verlor er und kam damit in der Endabrechnung auf den 11. Platz.
Nach den Olympischen Spielen 1960 nahm er an keinen weiteren internationalen Meisterschaften mehr teil.

## Internationale Erfolge
| Jahr | Platz | Wettbewerb                      | Stil | Gewichtsklasse | |
| 1951 | 3.    | Mittelmeer-Spiele in Alexandria | F    | Feder          | hinter Bayram Şit, Türkei u. Essawy, Ägypten |
| 1953 | 3.    | WM in Neapel                    | GR   | Feder          | mit Siegen über Petter Nordlund, Finnland, Guido Copat, Schweiz, Imre Polyák, Ungarn u. Jakob Punkin, UdSSR u. Niederlagen gegen Umberto Trippa, Italien u. Olle Anderberg, Schweden |
| 1955 | 3.    | Mittelmeer-Spiele in Barcelona  | GR   | Feder          | hinter Rıza Doğan, Türkei u. Umberto Trippa |
| 1956 | 6.    | Welt-Cup in Istanbul            | GR   | Feder          | mit Siegen über Anton König, Saarland u. Spas Penew, Bulgarien u. einer Niederlage gegen Wladimir Staschkewitsch, UdSSR                                                              |
| 1959 | 1.    | Mittelmeer-Spiele in Beirut     | GR   | Feder          | vor M. Moustapha, Ägypten u. Niyazi, Türkei |
| 1960 | 11.   | OS in Rom                       | GR   | Feder          | mit einem Sieg über Joseph Schmid, Schweiz, einem Unentschieden gegen Vojtech Toth, Tschechoslowakei u. einer Niederlage gegen Mihai Sult, Rumänien                                  |